# Нежилово (Кратово)
Нежилово (мкд. Нежилово) је насеље у Северној Македонији, у северном делу државе. Нежилово је у оквиру општине Кратово.

## Географија
Нежилово је смештено у северном делу Северне Македоније. Од најближег града, Куманова, село је удаљено 65 km источно.
Село Нежилово се налази у историјској области Осогово. Насеље је положено високо, на западним висовима Осоговских планина, на приближно 1.300 метара надморске висине.
Месна клима је планинска због знатне надморске висине.

## Становништво
Нежилово је према последњем попису из 2002. године имало 23 становника. Од тога огромну већину чине етнички Македонци.
Претежна вероисповест месног становништва је православље.